# Montbrehain
Montbrehain település Franciaországban, Aisne megyében. Lakosainak száma 813 fő (2022. január 1.). Montbrehain Beaurevoir, Brancourt-le-Grand, Croix-Fonsomme, Fontaine-Uterte, Fresnoy-le-Grand, Ramicourt és Sequehart községekkel határos.

## Népesség
A település népességének változása:
| Lakosok száma | 1064 | 926  | 898  | 822  | 843  | 836  | 810  | 810  | 807  | 813  |
|               | 1968 | 1982 | 1990 | 2006 | 2013 | 2015 | 2017 | 2019 | 2020 | 2022 |